# Saratów (stacja kolejowa)
Saratów – stacja kolejowa w Saratowie, w obwodzie saratowskim, w Rosji. Znajdują się tu 3 perony. Stacja jest przystosowana do obsługi do 3200 pasażerów naraz. Obecnie średni ruch to około 4000 pasażerów dziennie.

## Połączenia
- Charków
- Kazań
- Kijów Centralny
- Krasnojarsk
- Mińsk Osobowy
- Moskwa
- Niżny Nowogród
- Noworosyjsk
- Samara
- Sankt Petersburg